# Universidade Politécnica de Valência
A Universidade Politécnica de Valência (em catalão:  Universitat Politècnica de València, UPV; IPA: /univeɾsiˈtat poliˈtɛŋnika ðe vaˈlensia/, em castelhano: Universidad Politécnica de Valencia) é uma universidade espanhola localizada em Valência, com foco sobre ciência e tecnologia. Foi fundada em 1968 como Instituto Politécnico Superior de Valencia e tornou-se uma universidade em 1971, mas algumas de suas escolas existem há mais de 100 anos.

## História
A UPV foi estabelecida em 1968 como o Instituto Politécnico Superior de Valência, com o objetivo de consolidar e expandir a educação técnica na região. Em 1971, foi oficialmente reconhecida como universidade, integrando diversas escolas técnicas existentes na Comunidade Valenciana. Atualmente, a UPV é uma instituição pública dinâmica e inovadora, dedicada à pesquisa e ao ensino, com forte presença internacional.«History of UPV». Universidade Politécnica de Valência. Consultado em 29 de janeiro de 2025

## Alunos notáveis
- Santiago Calatrava – Arquiteto e engenheiro estrutural renomado, conhecido por suas obras inovadoras e pontes icônicas ao redor do mundo.
- Victoria Francés – Ilustradora espanhola, reconhecida por seu estilo único e contribuições significativas para a arte contemporânea.
- Enrique Lores – Executivo e CEO da HP Inc.
- Joan Ribó – Político e prefeito de Valência.
- Marcela Miró – Engenheira agrônoma e política, primeira mulher a presidir as Corts Valencianes.